# Alfonso Giacomo Gaspare Corti

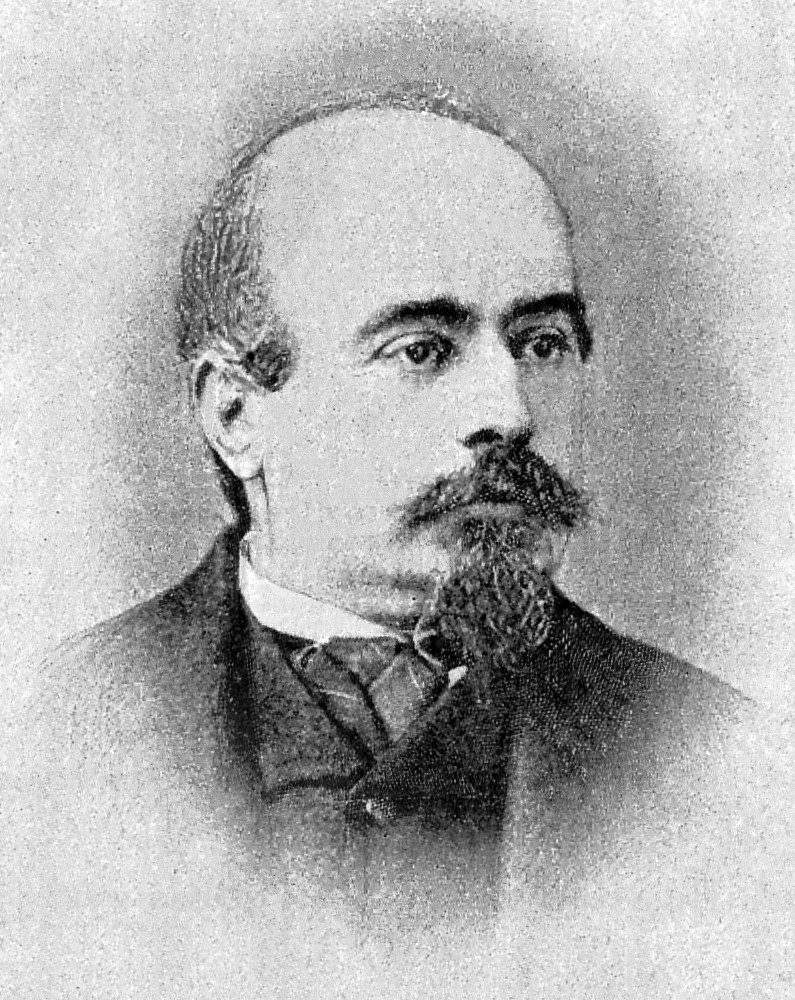
Alfonso Giacomo Gaspare Corti

Alfonso Giacomo Gaspare Corti (Gambarana, 22 juni 1822 - Corvino San Quirico, 2 oktober 1876) was een Italiaanse anatoom die als eerste het sensorische epitheel, het ganglion spirale, de membrana tectoria en de stria vascularis van het binnenoor beschreef.
Als geneeskundestudent schreef hij zich eerst in aan de Universiteit van Pavia. Later ging hij werken in het laboratorium van Albert von Kölliker aan de Universiteit van Wurzburg.
- Gemeinsame Normdatei: 115814779
- International Standard Name Identifier: 0000 0001 1416 4514
- Library of Congress Control Number: n89661549
- Nationale Bibliotheek van Tsjechië: nlk20000083894
- Nederlandse Thesaurus van Auteursnamen: 273430734
- Istituto Centrale per il Catalogo Unico: NAPV047581
- Système universitaire de documentation: 183501071
- Virtual International Authority File: 47500771
- WorldCat: E39PBJcc9g8DXXG3ykpfx8KGHC